# Ma Xingrui
Ma Xingrui (马兴瑞; 馬興瑞; Mǎ Xīngruì), född 1959 i Yuncheng, Shandong, är en kinesisk politiker, teknokrat och rymdingenjör. Ma Xingrui är sedan 2021 partichef i Xinjiang, politisk kommissarie i Produktions- och konstruktionskåren i Xinjiang och sedan 2022 ledamot i politbyrån i Kinas kommunistiska parti. Ma har även spelat en betydande roll i Kinas rymdprogram.

## Biografi
Ma Xingrui föddes 1959 i Yuncheng i Shandongprovinsen.
Han tog kandidatexamen 1982 på Liaoning Technical University (då kallat Fuxin Mining Institute) och masterexamen 1985 på Tianjinuniversitetet. 1988 tog Ma doktorsexamen på Harbins tekniska högskola. Efter examen började Ma som lärare inom flyg och rymdteknik, varefter han gjorde karriär i flera steg genom olik akademiska positioner inom rymteknologi. 1996 blir Ma vicedekan på Kinesiska akademin för rymdteknologi (CAST) och 1999 till 2007 biträdande generaldirektör för China Aerospace Science and Technology Corporation för att sedan 2007 till 2013 vara generaldirektör.
Ma har publicerat mer än 200 artiklar i etablerade medier inom rymdteknologi. Under sin tid på Kinesiska akademin för rymdteknologi (CAST) var Ma i en ledande teknisk position för satellitprogrammet Shijian och ledde månutforskningsprojektet Chang'e 3.

## Politisk karriär
Ma blev medlem i Kinas kommunistiska parti 1988 och 2007 blev han sekreterare i den ledande partigruppen för China Aerospace Science and Technology Corporation. 2012 till 2018 var Ma ledamot i den artonde centralkommittén i Kinas kommunistiska parti. 2013 blev han viceminister för industri och informationsteknik. Ma blev då även generaldirektör för den vetenskapliga statsförvaltningen, departementet för teknik och industri för nationellt  försvar (SASTIND) och Kinas nationella rymdstyrelse (CNSA). Ma var även vice Provinsguvernör i Guangdong från 2009 till 2015. Därefter fram till 2016 var Ma partisekreterare i Shenzhen.2015 var Ma i medialjuset är han under en tv-sändning officiellt på sig ansvaret för en olycka på en byggarbetsplats i Shenzhen.
2017 blev Ma provinsguvernör i Guangdong och samma år även ledamot av den nittonde centralkommittén i Kinas kommunistiska parti. i december 2021 blev Ma partisekreterare i Xinjiang, och 2022 blev Ma ledamot i den tjugonde centralkommittén i Kinas kommunistiska parti.
Ma är tillsammans med flera akademiker inom rymdteknik exempel på den teknokrati som från och med den artonde centralkommittén blivit ett fenomen under Xi Jinpings ledning.